# Млодницкая, Ива
Ива Млодницкая (пол. Iwa Młodnicka; 5 сентября 1941 — 15 апреля 1997) — польская актриса театра, кино и телевидения.

## Биография
Ива Млодницкая родилась 5 сентября 1941 года в Ченстохове. Актёрское образование получила в Государственной высшей театральной школе в Варшаве, которую окончила в 1963. Актриса театров в Катовице и Варшаве. Выступала в спектаклях «театра телевидения» в 1963—1984 гг. 
Умерла 15 апреля 1997 года в Варшаве, похоронена на варшавском кладбище Старые Повонзки. 
Её отец — актёр Артур Млодницкий.

## Избранная фильмография
- 1963 — Дневник пани Ганки / Pamiętnik pani Hanki
- 1963 — Разводов не будет / Rozwodów nie będzie
- 1965 — Выстрел / Wystrzał
- 1965 — Пепел / Popioły
- 1967 — Убийца оставляет след / Morderca zostawia ślad
- 1968 — Ставка больше, чем жизнь / Stawka większa niż życie (только в 7-й серии)
- 1970 — Приключения пса Цивиля / Przygody psa Cywila (только в 6-й серии)